# Lista de deputados estaduais de Rondônia da 6.ª legislatura
Esta é a lista de deputados estaduais de Rondônia eleitos para a legislatura 2003–2007. Nas eleições estaduais, foram eleitos 24 deputados estaduais.

## Composição das bancadas
| Partido | Líder                  | Bancada | Posição      |
| ------- | ---------------------- | ------- | ------------ |
| PT      | Nereu Klosinski        | 4 / 24  | Oposição     |
| PMDB    | Chico Paraíba          | 3 / 24  | Governo      |
| PSDB    | Everton Leoni          | 3 / 24  | Governo      |
| PDT     | Edison Gazoni          | 3 / 24  | Oposição     |
| PTB     | Marcos Antônio Donadon | 2 / 24  | Oposição     |
| PPB     | Haroldo Santos         | 2 / 24  | Independente |
| PFL     | José Carlos Oliveira   | 2 / 24  | Independente |
| PL      | Paulo Moraes           | 2 / 24  | Oposição     |
| PPS     | Emílio Paulista        | 1 / 24  | Governo      |
| PSB     | Chico Doido            | 1 / 24  | Oposição     |
| PSL     | Leudo Buriti           | 1 / 24  | Governo      |

## Deputados Estaduais
Estavam em jogo 24 vagas na Assembleia Legislativa de Rondônia.
| Número | Deputados estaduais eleitos | Partido | Votação | Percentual | Cidade onde nasceu   | Unidade federativa  |
| 14321  | Antônio Donadon             | PTB     | 13.313  | 2,02%      | Florestópolis        | Paraná              |
| 11100  | Haroldo Santos              | PPB     | 12.223  | 1,86%      | Fortaleza            | Ceará               |
| 11234  | Maurão de Carvalho          | PPB     | 10.336  | 1,57%      | Tuneiras do Oeste    | Paraná              |
| 25140  | José Carlos Oliveira        | PFL     | 10.222  | 1,55%      | Guarapuava           | Paraná              |
| 15123  | Chico Paraíba               | PMDB    | 10.175  | 1,55%      | Itaporanga           | Paraíba             |
| 25123  | Renato Velloso              | PFL     | 10.143  | 1,54%      | Uberlândia           | Minas Gerais        |
| 22122  | Paulo Moraes                | PL      | 9.196   | 1,40%      | Loanda               | Paraná              |
| 14140  | Kaká Mendonça               | PTB     | 8.990   | 1,37%      | Paranavaí            | Paraná              |
| 45123  | Everton Leoni               | PSDB    | 8,565   | 1,30%      | Porto Alegre         | Rio Grande do Sul   |
| 22611  | Ronilton Capixaba           | PL      | 7.959   | 1,21%      | Ecoporanga           | Espírito Santo      |
| 23580  | Emílio Paulista             | PPS     | 7.731   | 1,17%      | Marília              | São Paulo           |
| 15234  | João da Muleta              | PMDB    | 7.638   | 1,16%      | Graccho Cardoso      | Sergipe             |
| 12345  | Edison Gazoni               | PDT     | 7.540   | 1,15%      | Indiana              | São Paulo           |
| 12347  | Dr. Deusdete                | PDT     | 7.359   | 1,12%      | Anicuns              | Goiás               |
| 45678  | Ellen Ruth                  | PSDB    | 7.182   | 1,09%      | Porto Velho          | Rondônia            |
| 13111  | Nereu                       | PT      | 6.904   | 1,05%      | Viadutos             | Rio Grande do Sul   |
| 45789  | Beto do Trento              | PSDB    | 6.085   | 0,92%      | Mallet               | Paraná              |
| 12340  | Amarildo                    | PDT     | 6.027   | 0,92%      | Tuneiras do Oeste    | Paraná              |
| 13615  | Edézio Martelli             | PT      | 5.320   | 0,81%      | Colatina             | Espírito Santo      |
| 15690  | Daniel Neri                 | PMDB    | 5.071   | 0,77%      | Santa Isabel do Ivaí | Paraná              |
| 13513  | Dr. Carlos                  | PT      | 4.618   | 0,70%      | Moreira Sales        | Paraná              |
| 13999  | Neri Firigolo               | PT      | 4.378   | 0,67%      | Frederico Westphalen | Rio Grande do Sul   |
| 40400  | Chico Doido                 | PSB     | 3.957   | 0,60%      | Caicó                | Rio Grande do Norte |
| 17127  | Leudo Buriti                | PSL     | 3.829   | 0,58%      | Quixadá              | Ceará               |